# Целак, Михаил Михайлович
Михаи́л Миха́йлович Целак (5 апреля 1922, Киев — 17 марта 1945, Кендзежин-Козле) — гвардии младший лейтенант, командир взвода, 3-й стрелковой роты, 1-го мотострелкового батальона, 25-й гвардейской механизированной бригады, (7-го гвардейского механизированного корпуса, 60-й армии, Воронежского фронта). Герой Советского Союза (1943).

## Биография
Родился 5 апреля 1922 в Киеве в украинской семье. В 1942 году был призван в ряды Рабоче-крестьянской Красной армии.
Воевал сначала на Юго-Западном, затем на Воронежском, а потом на 1-м Украинском фронтах.
28 сентября 1943 года во время проведения форсирования реки Днепр (в районе села Домантово Чернобыльского района Киевской области) Целака со своим подразделением в сражении с гитлеровскими оккупантами уничтожил шесть пулемётных точек, четыре миномёта, пушку и множество солдат и офицеров. Сопротивление немцев было сломлено в был завоёван плацдарм для наступления на столицу Украины, город Киев. За героическое сражение указом Президиума Верховного Совета СССР от 17 октября 1943 года младший лейтенант Михаил Целак получил звание Героя Советского Союза. Через полтора года 22-летний Герой погиб в бою за освобождение Польши и был похоронен в городе Краков.